# انتریم و نیوتاون‌ابی
انتریم و نیوتاون‌ابی (به انگلیسی: Antrim and Newtownabbey) یک بخش در ایرلند شمالی است.